# Château du Girsberg
Pour les articles homonymes, voir Ribeaupierre (homonymie).
Le château du Girsberg (anciennement nommé Petit-Ribeaupierre) est l’un des trois châteaux (avec le château de Saint-Ulrich et le Haut-Ribeaupierre) qui dominent la commune française de Ribeauvillé, dans le Haut-Rhin. Il est situé à 528 m d’altitude.
Les vestiges du château font l’objet d’un classement au titre des monuments historiques par arrêté du 1er octobre 1841 et par le Journal officiel de la République française du 16 février 1930.

## Historique

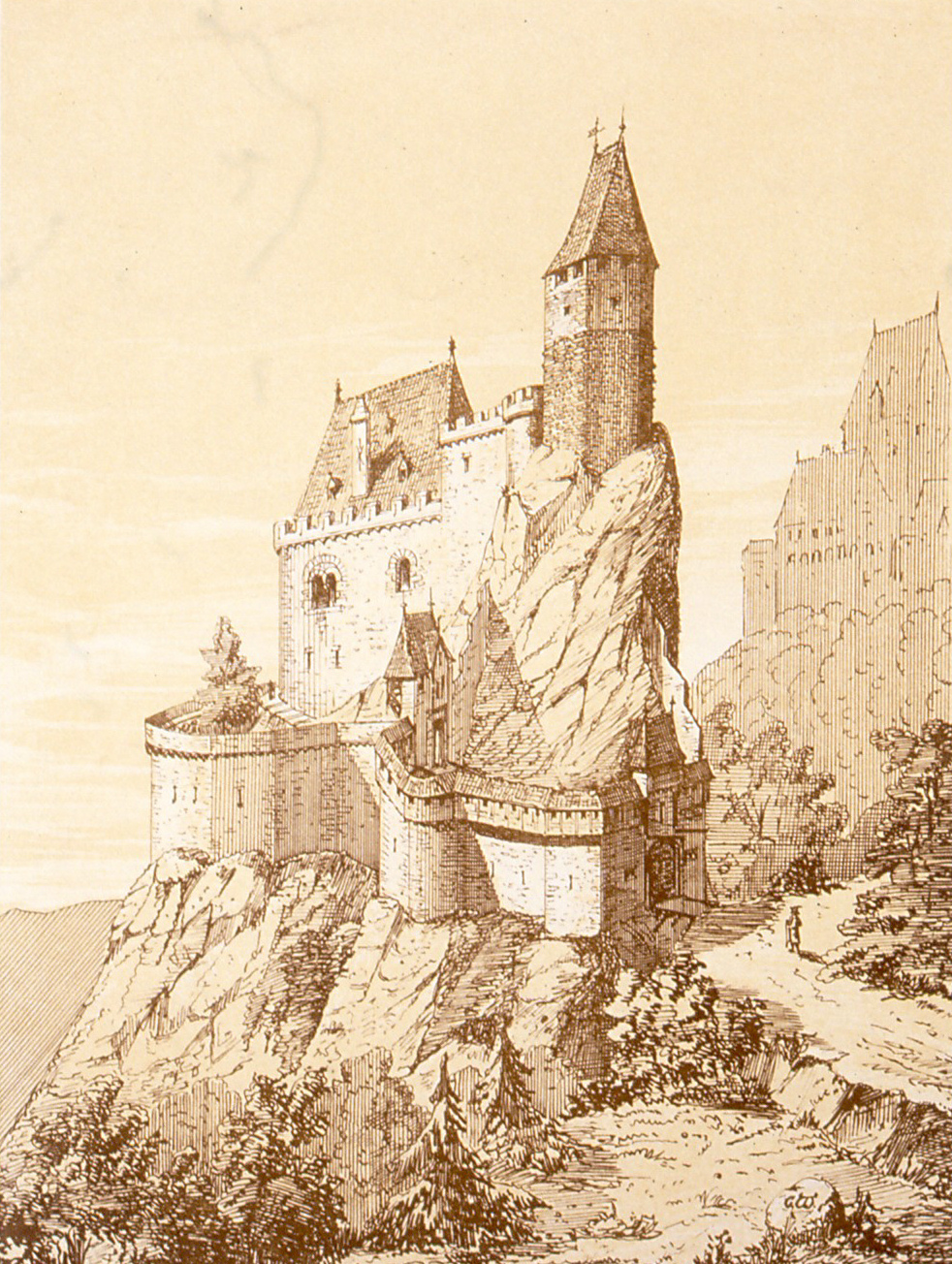
Le château médiéval imaginé par Charles Winkler au XIXe siècle.

À la tête de la seigneurie de Ribeaupierre depuis le XIIe siècle, la famille de Ribeaupierre édifia ce château durant la première moitié du XIIIe siècle.
Il fut d’abord dénommé « Stein » (la Roche en allemand). Les seigneurs de Ribeaupierre le reconstruisirent après un incendie occasionné par la foudre en 1288. En 1304, ils donnèrent la fortification en fief à leurs vassaux, les chevaliers de Girsberg dont elle prit alors le nom.
Les Girsberg restèrent en possession du château jusqu'en 1422, date à laquelle une querelle étant survenue entre Guillaume de Girsberg et Maximin Ier de Ribeaupierre et Jean comte de Lupfen, le noble de Girsberg fut tué dans une attaque du fort, ce qui amena le retour des Ribeaupierre. Les Girsberg le gardèrent jusqu’à leur extinction au XVe siècle. Il est abandonné au XVIIe siècle.

## Description
Les vestiges actuellement visibles  datent de plusieurs époques. Le donjon pentagonal et de plan carré à l'intérieur, construit en pierre, granit et grès, daté du XIIIe siècle a été classé monument historique en 1841.
Le logis qui jouxte le donjon, est formé de deux bâtiments, dont l'un bâti en suivant le rocher n'est pas de forme régulière. Ils sont flanqués d'une tour demi-circulaire. Les logis comme la basse-cour sont datés du XIVe siècle[réf. nécessaire].
Une niche gravée d'un tau a été découverte en 1927.

## Galerie

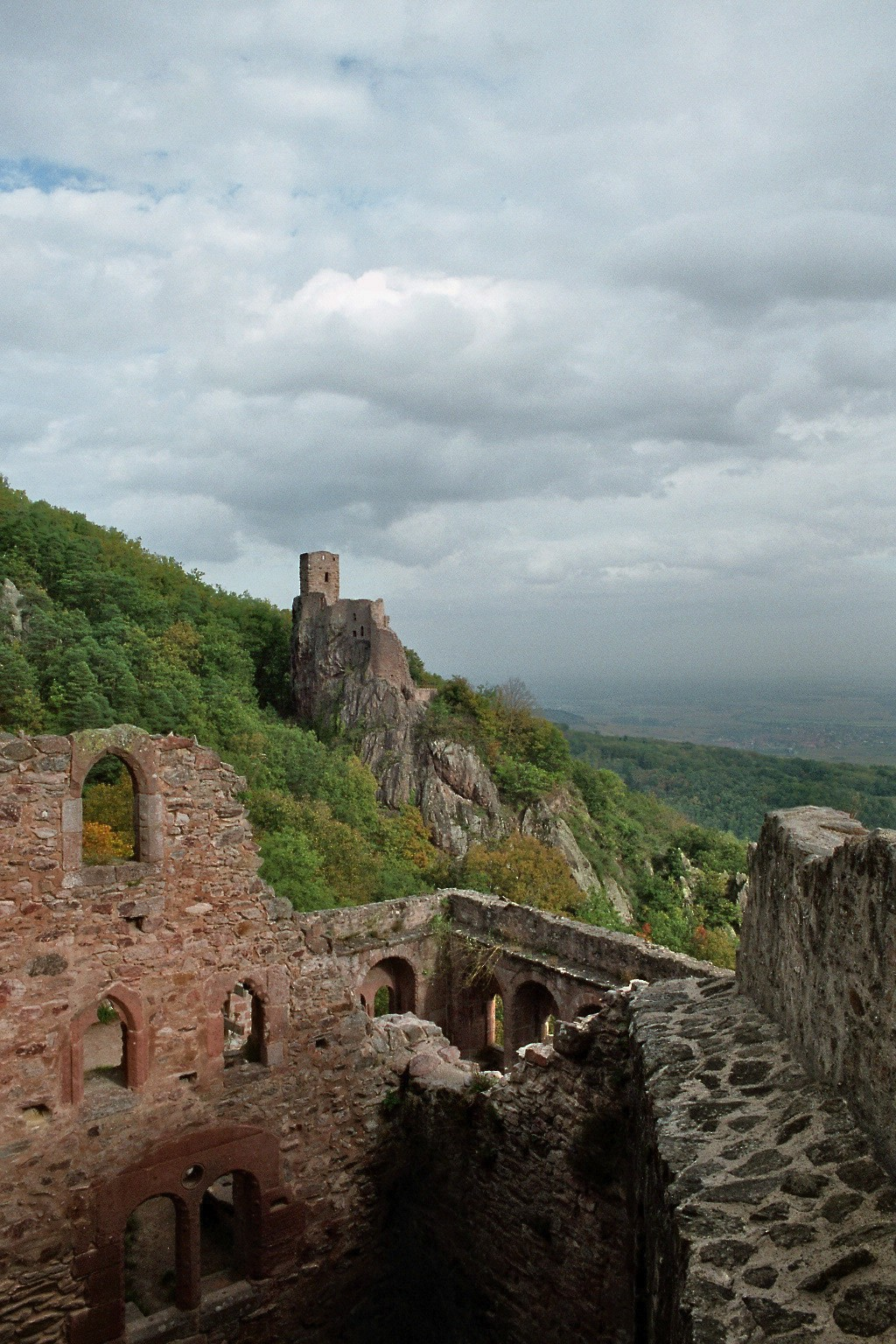
Le château de Saint-Ulrich au premier plan ; Girsberg au second plan.
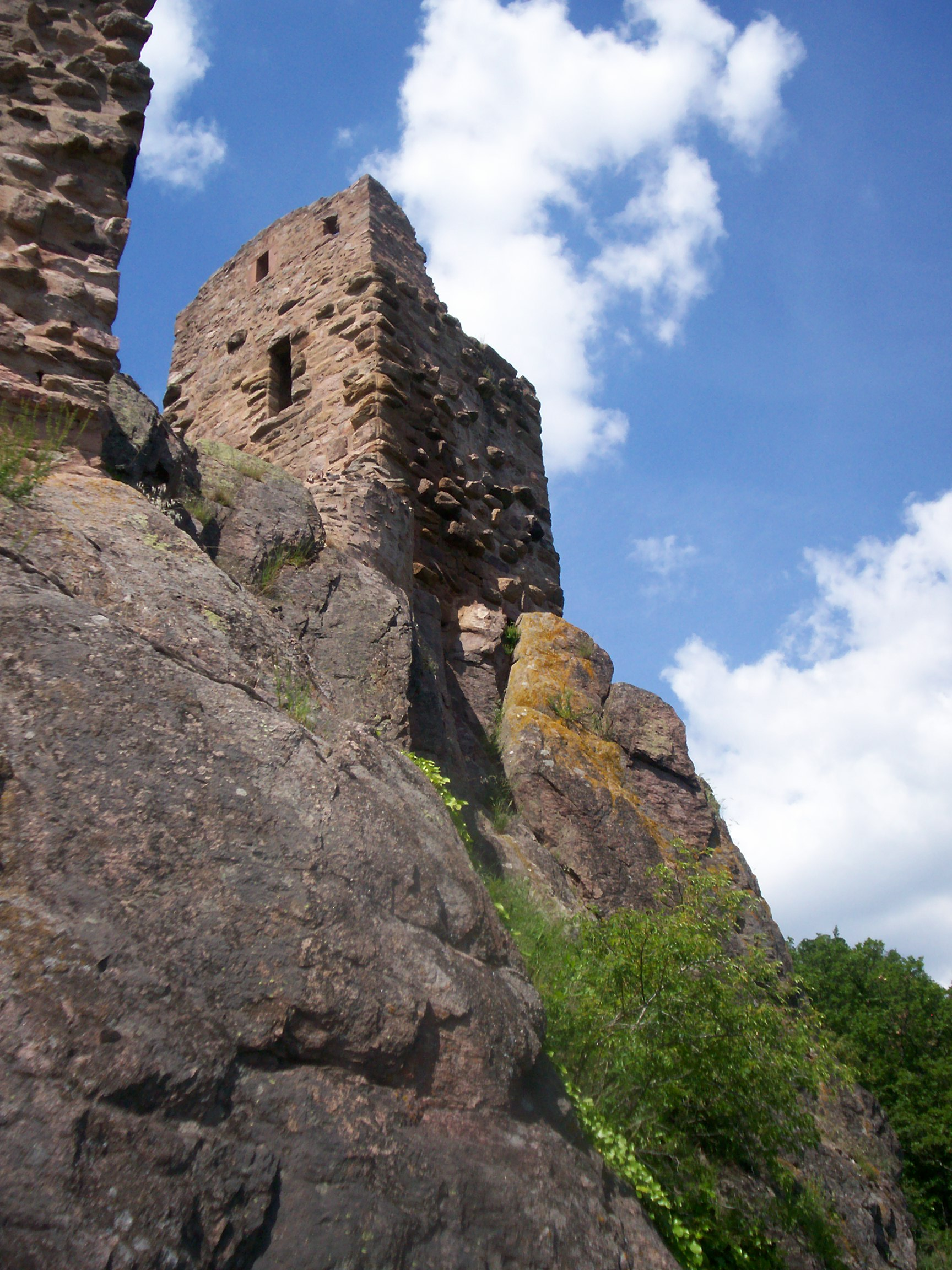
La tour du château.
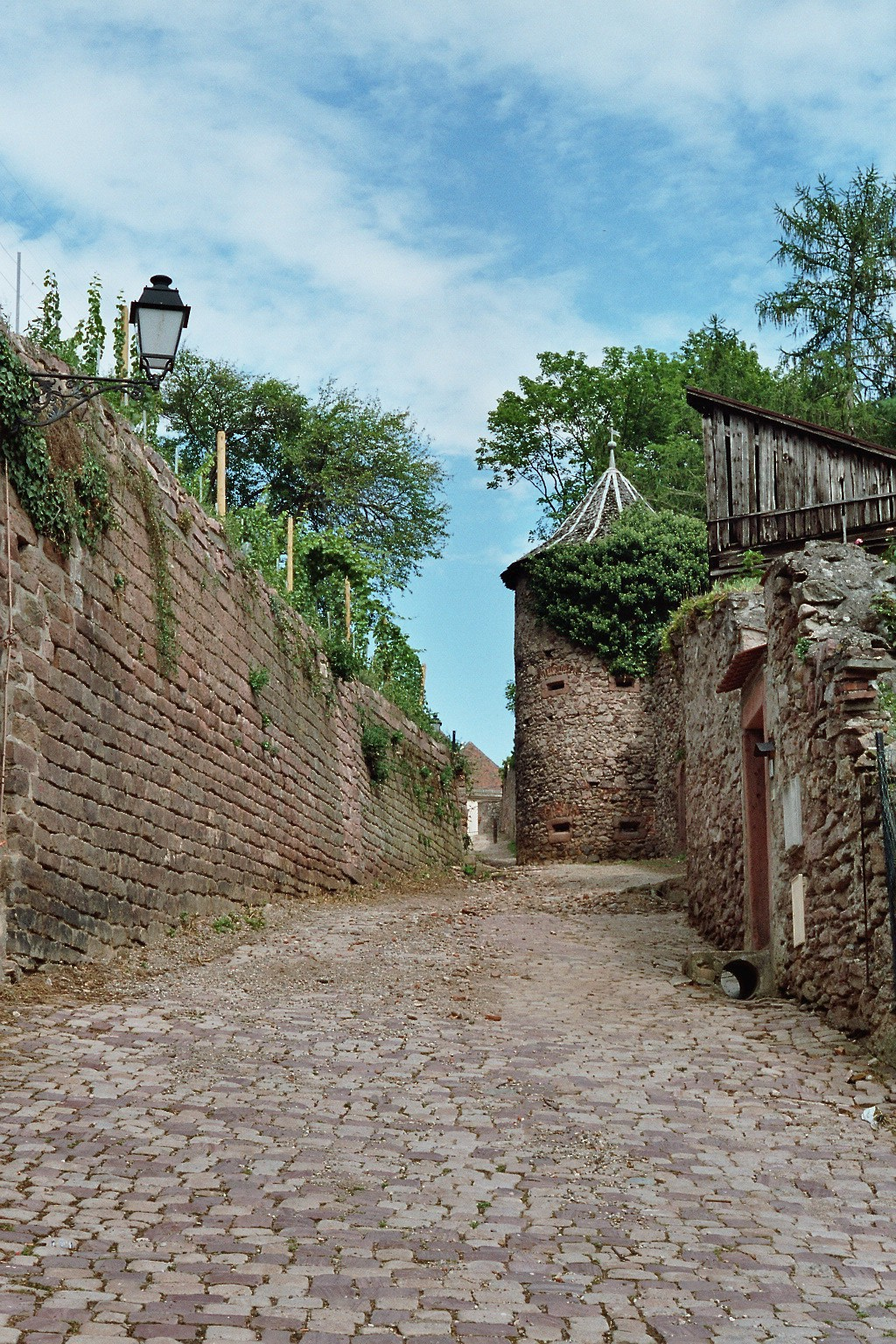
Début du chemin d'accès.
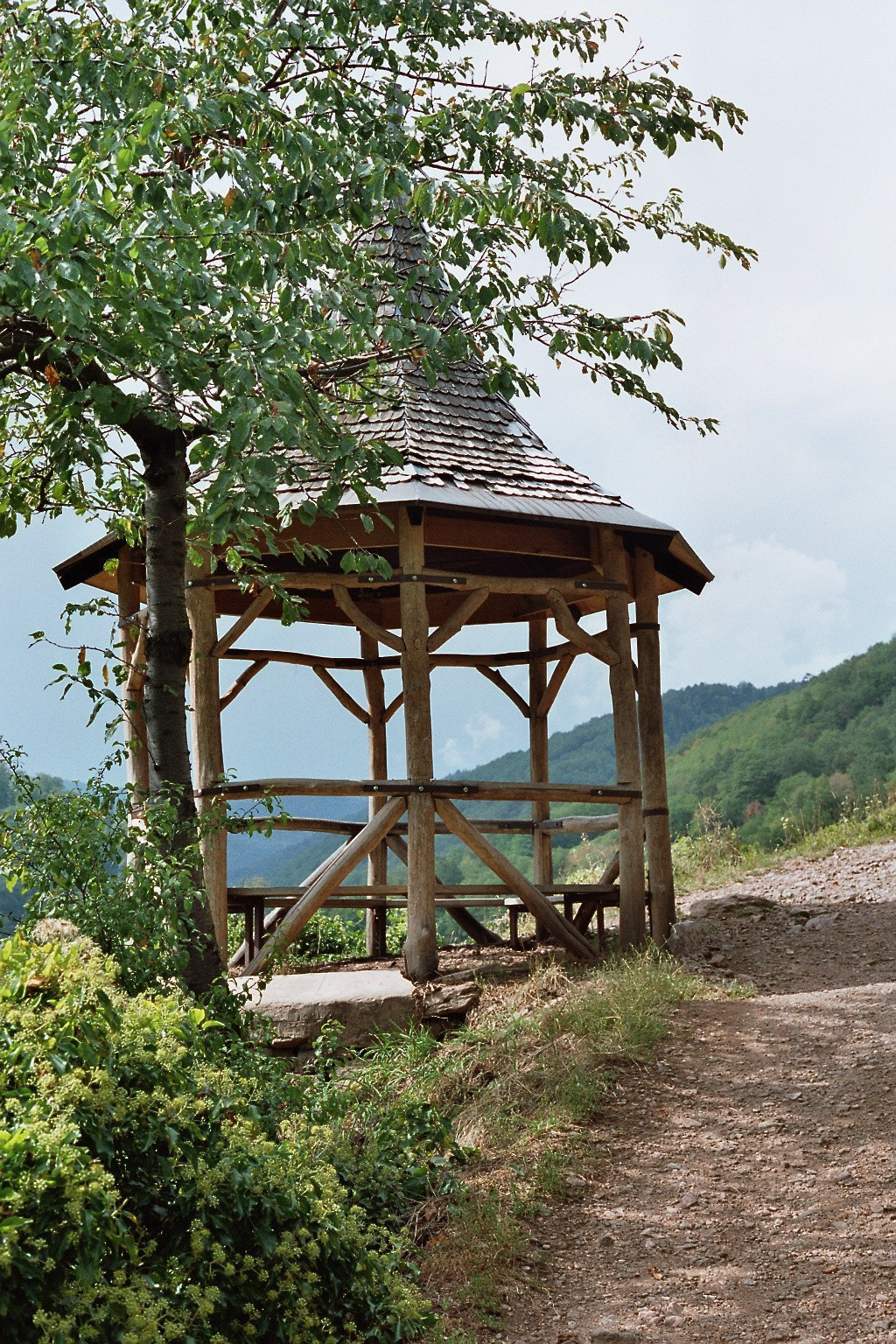
Une gloriette permet une pause.
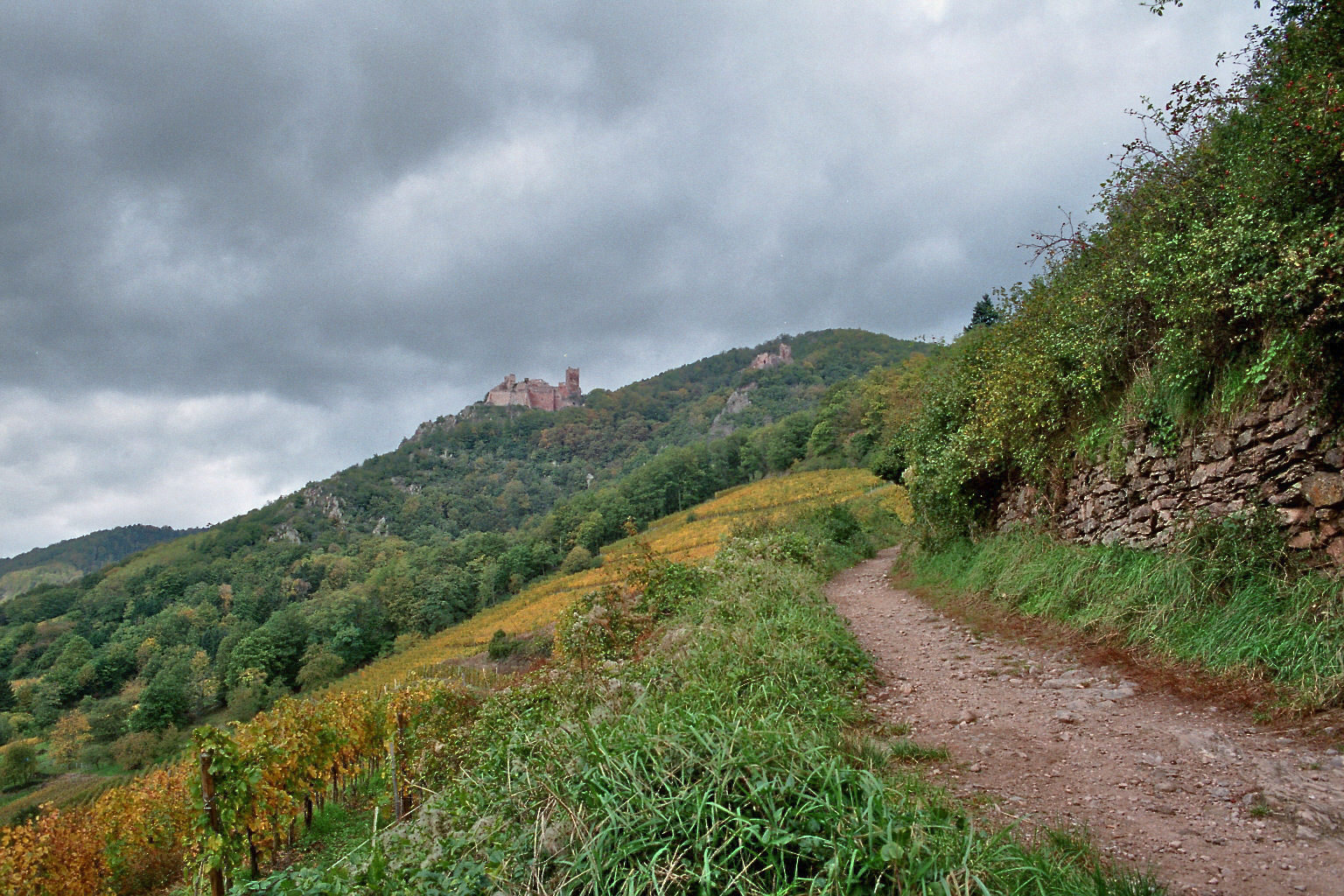
Chemin avec vue sur les châteaux du Saint-Ulrich et du Girsberg.
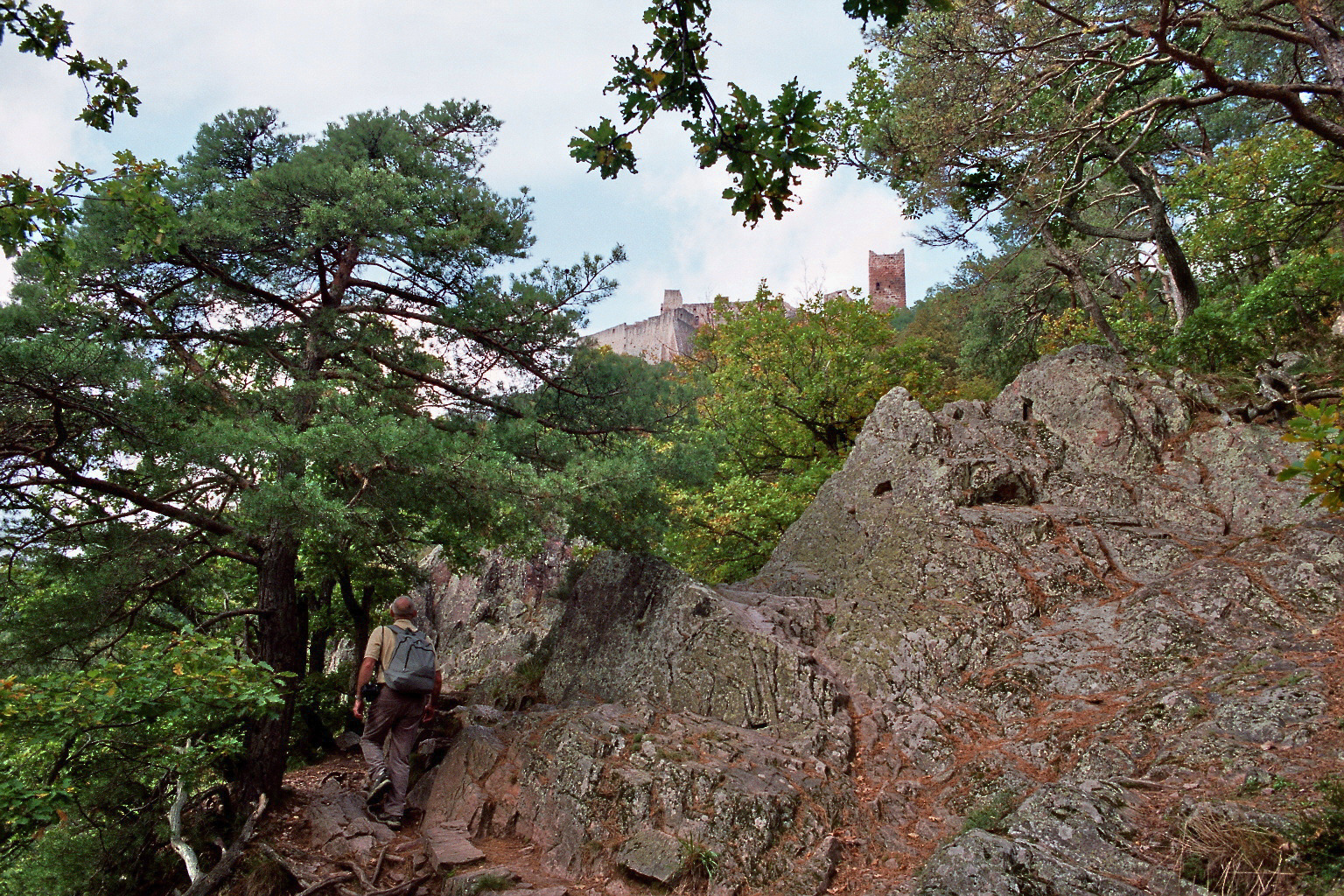
Chemin escarpé avec le Saint-Ulrich qui surplombe.